# VV DOS in het seizoen 1965/66
Het seizoen 1965/1966 was het 12e jaar in het bestaan van de Utrechtse betaaldvoetbalclub DOS. De club kwam uit in de Eredivisie en eindigde daarin op de e plaats. Tevens deed de club mee aan het toernooi om de KNVB Beker, hierin werd in de tweede ronde verloren van ADO (3–4).

## Wedstrijdstatistieken

### Eredivisie
|       | ADO   | Ajax  | DWS   | Elinkwijk | Feijenoord | Fortuna '54 | Go Ahead | GVAV  | Heracles | MVV   | PSV   | Sparta | Telstar | FC Twente '65 | Willem II |
| ----- | ----- | ----- | ----- | --------- | ---------- | ----------- | -------- | ----- | -------- | ----- | ----- | ------ | ------- | ------------- | --------- |
| Thuis | 0 – 7 | 1 – 2 | 2 – 3 | 2 – 0     | 0 – 3      | 2 – 2       | 1 – 5    | 3 – 2 | 3 – 2    | 2 – 2 | 3 – 1 | 5 – 1  | 2 – 0   | 3 – 0         | 0 – 2     |
| Uit   | 4 – 0 | 2 – 1 | 1 – 2 | 6 – 2     | 4 – 1      | 0 – 1       | 1 – 1    | 5 – 3 | 2 – 2    | 2 – 2 | 2 – 0 | 3 – 1  | 1 – 0   | 5 – 1         | 2 – 2     |

### KNVB Beker
| Groepsfase                                                 | Hilversum | 1 – 2 (1 – 0)  | DOS                                                       |
| 19 september 1965 Plaats: Hilversum Gemeentelijk Sportpark | Heinz Kraneveldt 33' |                | 67' Tonny van der Linden 89' Henk Wery                    |
| Groepsfase                                                 | DOS | 1 – 1 (1 – 1)  | Velox                                                     |
| 7 november 1965 Plaats: Utrecht Galgenwaard                | Henk Wery 5' |                | 15' Willem van Arnhem                                     |
| Groepsfase                                                 | DOS | 12 – 2 (3 – 2) | SC Gooiland                                               |
| 2 januari 1966 Plaats: Utrecht Galgenwaard                 | Tonny van der Linden 15', 34', 50', 57', 64', 68', 85' Henk Wery 44', 86' Dick Weijman 74' Rini Block 83' Leo Kuhnen 89' |                | 11' Ger Farenhorst 34' Cor Kriekaard                      |
| 2e ronde                                                   | DOS | 3 – 4 (3 – 3)  | ADO                                                       |
| 2 maart 1966 Plaats: Utrecht Galgenwaard                   | Sietze de Vries 21' Tonny van der Linden 28' Eddy Achterberg 41'                                                         |                | 2' Kees Aarts 18' Lambert Maassen 35', 75' Piet van Miert |

### Jaarbeursstedenbeker
| 1e ronde                                      | DOS                                                                         | 0 – 0            | FC Barcelona             |
| 16 september 1965 Plaats: Utrecht Galgenwaard |                                                                             | Wedstrijdverslag |                          |
| 1e ronde                                      | FC Barcelona                                                                | 7 – 1 (3 – 1)    | DOS                      |
| 6 oktober 1965 Plaats: Barcelona Camp Nou     | Martí Vergés 9' José Antonio Zaldúa 11', 13', 54', 59', 82' Chus Pereda 84' | Wedstrijdverslag | 35' Tonny van der Linden |

## Statistieken DOS 1965/1966

### Eindstand DOS in de Nederlandse Eredivisie 1965 / 1966
| Stand | Gespeeld | Gewonnen | Gelijk | Verloren | Punten | Doelpunten voor | Doelpunten tegen |
| ----- | -------- | -------- | ------ | -------- | ------ | --------------- | ---------------- |
| 12e   | 30       | 9        | 6      | 15       | 24     | 48              | 72               |

### Topscorers
| #                 | Naam                 | Goal |
| ----------------- | -------------------- | ---- |
| 1.                | Henk Wery            | 19   |
| 2.                | Tonny van der Linden | 13   |
| 3.                | Ed van Stijn         | 4    |
| 4.                | Cees Loffeld         | 3    |
| 5.                | Joop van den Bogert  | 2    |
| 5.                | Wim Visser           | 2    |
| 7.                | Eddy Achterberg      | 1    |
| 7.                | Co van de Hoogen     | 1    |
| 7.                | Sietze de Vries      | 1    |
| 7.                | Dick Weijman         | 1    |
| Onbekend doelpunt |                      |      |
| –                 | Onbekend             | 1    |
| Totaal            | Totaal               | 48   |

| #      | Naam                 | Goal |
| ------ | -------------------- | ---- |
| 1.     | Tonny van der Linden | 9    |
| 2.     | Henk Wery            | 4    |
| 3.     | Rini Block           | 1    |
| 3.     | Leo Kuhnen           | 1    |
| 3.     | Piet van Miert       | 1    |
| 3.     | Sietze de Vries      | 1    |
| 3.     | Dick Weijman         | 1    |
| Totaal | Totaal               | 18   |

| #      | Naam                 | Goal |
| ------ | -------------------- | ---- |
| 1.     | Tonny van der Linden | 1    |
| Totaal | Totaal               | 1    |

## Voetnoten
ADO ·
Ajax ·
DOS ·
DWS ·
Elinkwijk ·
Feijenoord ·
Fortuna '54 ·
Go Ahead ·
GVAV ·
Heracles ·
MVV ·
PSV ·
Sparta ·
Telstar ·
FC Twente '65 ·
Willem II